# Noëlle Adam
Pour les articles homonymes, voir Adam (homonymie).
Noëlle Adam, née le 24 décembre 1933 à La Rochelle, est une danseuse et actrice française.

## Biographie
Fille de modestes ouvriers, Noëlle Adam passe son enfance à La Rochelle dans la Cité du Champ-de-Mars avec ses deux frères et sa sœur. Elle a 16 ans, quand, munie d'un diplôme de sténo-dactylo, elle quitte sa ville natale pour Paris où elle devient danseuse acrobatique pour le ballet Sagan, et fait ses débuts au cinéma en 1957 aux côtés de Louis de Funès dans Comme un cheveu sur la soupe. En 1960, elle épouse Sydney Chaplin avec lequel elle vit à New York dans un studio sur la 5e Avenue et a un fils : Stephan Chaplin. Elle se sépare de son mari en 1968.
Elle est ensuite, pendant plus de trente ans, la compagne de Serge Reggiani, qu'elle finit par épouser en 2003, un an avant la mort de celui-ci.

## Filmographie

### Cinéma
- 1957 : Comme un cheveu sur la soupe de Maurice Regamey : Caroline Clément
- 1958 : Ni vu, ni connu d'Yves Robert : Arabella de Chaville
- 1960 : L'Aguicheuse (Beat girl) d'Edmond T. Gréville : Nichole
- 1960 : Sergent X de Bernard Borderie : Françoise Renaud
- 1961 : Les Mille et Une Nuits (Le meraviglie di Aladino) de Henry Levin et Mario Bava : Djalma
- 1968 : La Prisonnière de Henri-Georges Clouzot : la mère de Josée
- 1968 : Le Pacha de Georges Lautner : Violette
- 1969 : L'Auvergnat et l'Autobus de Guy Lefranc : Cécile
- 1970 : L'Homme orchestre de Serge Korber : Françoise
- 1970 : La Peau de Torpedo de Jean Delannoy : L'amie de Dominique
- 1970 : L'Homme qui vient de la nuit de Jean-Claude Dague : Nathalie
- 1972 : Pas de violence entre nous (Quem é beta?) de Nelson Pereira dos Santos : Nathalie
- 1977 : L'Imprécateur de Jean-Louis Bertuccelli : Madame Saint-Ramé
- 1993 : De force avec d'autres de Simon Reggiani : Noëlle

### Court métrage
- 1999 : Plus fort que tout : Mathilde

### Télévision
- 1960 : Toast of the Town (Série TV) : Une danseuse
- 1965 : The Trials of O'Brien (Série TV) : Roselle
- 1979 : Miss (Série TV) : Nathalie